# ام‌جی‌ام نتورکس
ام‌جی‌ام نتورکس (انگلیسی: MGM Networks) شرکت رسانه‌ای آمریکایی است، که در سال ۱۹۹۶ تأسیس شد.